# Lucian Perkins
Pour les articles homonymes, voir Perkins.
Lucian Perkins est un photojournaliste américain. Il est récipiendaire du World Press Photo of the Year.